# Palatset, Stockholm

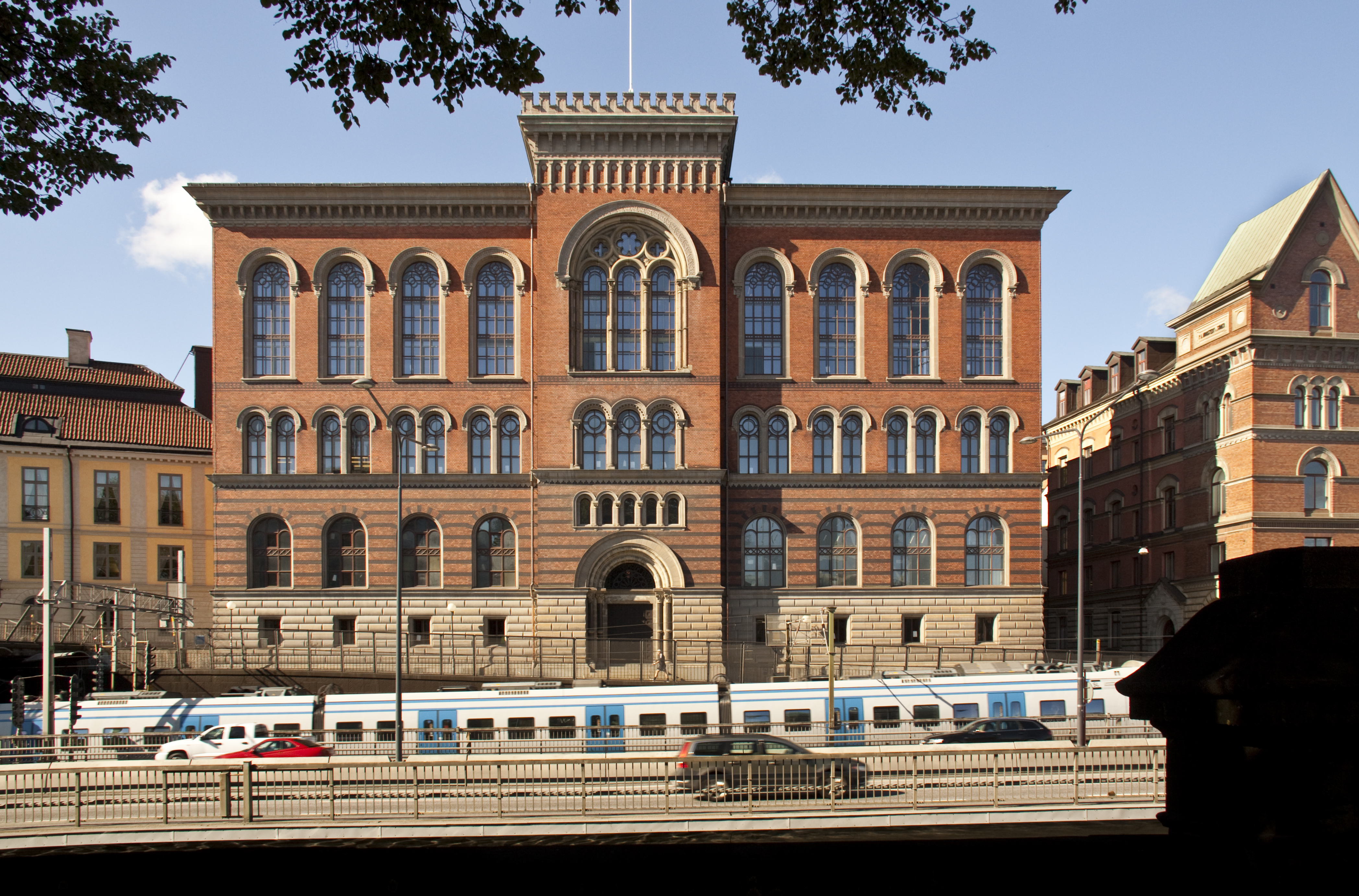
Gamla Riksarkivet, fasad mot öst.

Palatset var ett barn- och ungdomskulturhus i Stockholm med verksamhet från senare delen av 2011 till några veckor in på år 2012.
Initiativet till Palatset togs år 2007 av barnfilmproducenterna Lotta Nilsson och Anders Bergh på Zingofilm samt barnboksförfattaren Moni Nilsson-Brännström. Palatset låg i Gamla Riksarkivet på Riddarholmen. Efter att ha stått tom efter Riksarkivets flytt 1995 renoverades byggnaden för sitt nya syfte som barnkulturhus av Statens Fastighetsverk åren 2009–11. Palatset öppnades som en privatägd ambitiös anläggning för barns lek och kreativa utveckling i oktober 2011.
Palatset hade en yta på omkring 5 000 m² och innehöll utrymmen för aktiviteter som ljudstudio, musikstudio, fotostudio, textilverkstad, sminkateljé, målarverkstad och filminspelningsrum samt scener, biografsalong och läsesalong. Huvudman var Stiftelsen Palatset, vars verksamhet finansierades med bidrag från Stockholms stad och av privata sponsorer.
Barnkulturhuset stängdes, och driftsbolaget försattes i konkurs, i januari 2012. En namninsamling till stöd för projektets fortlevnad med hjälp av ytterligare offentligt stöd undertecknades av flera tusen personer.[källa behövs] Efter stängningen inrymmer byggnaden kontor för bland annat mediabolaget Eyeworks.

## Bilder

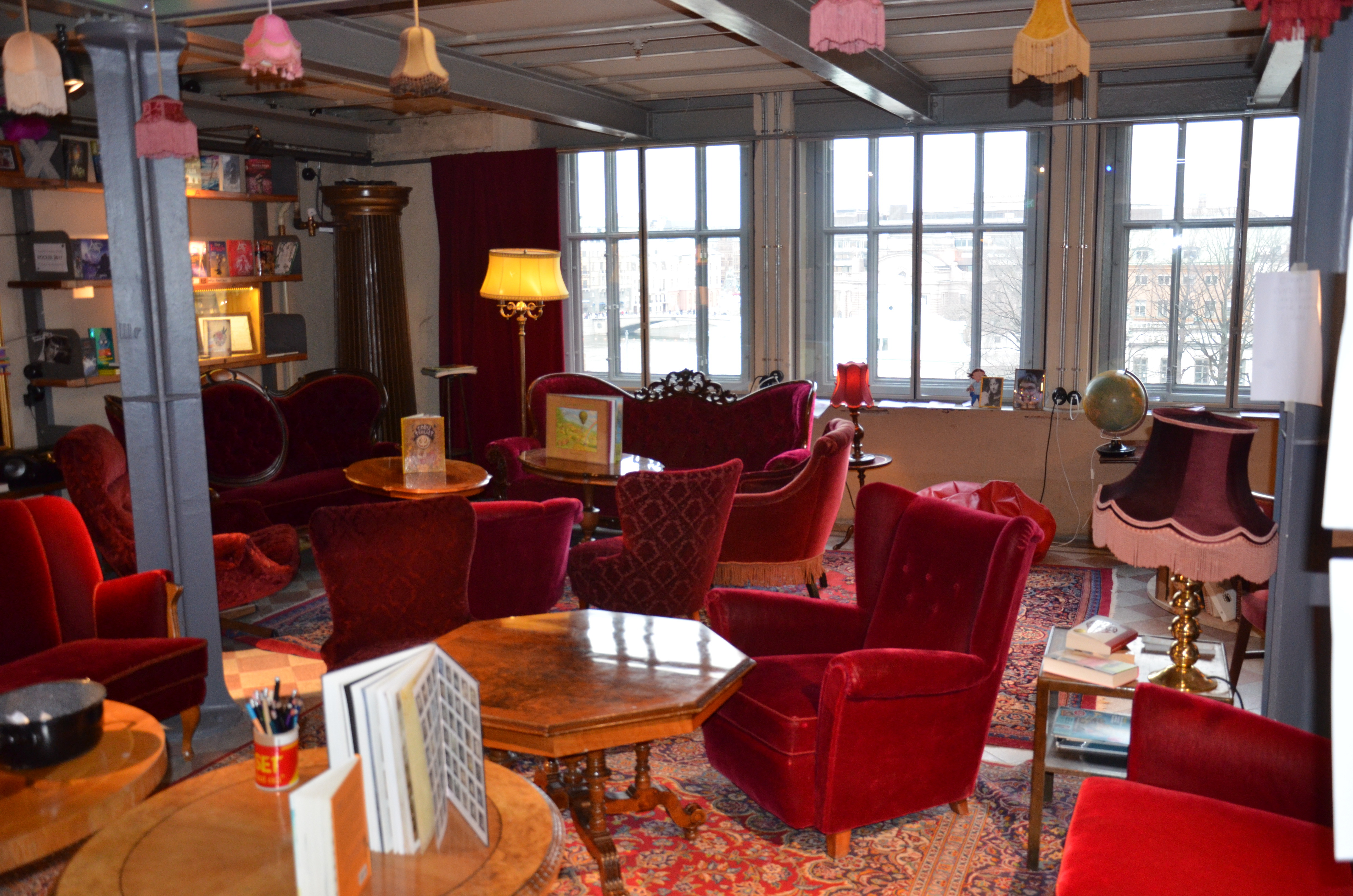
Läsesalongen Röda rummet
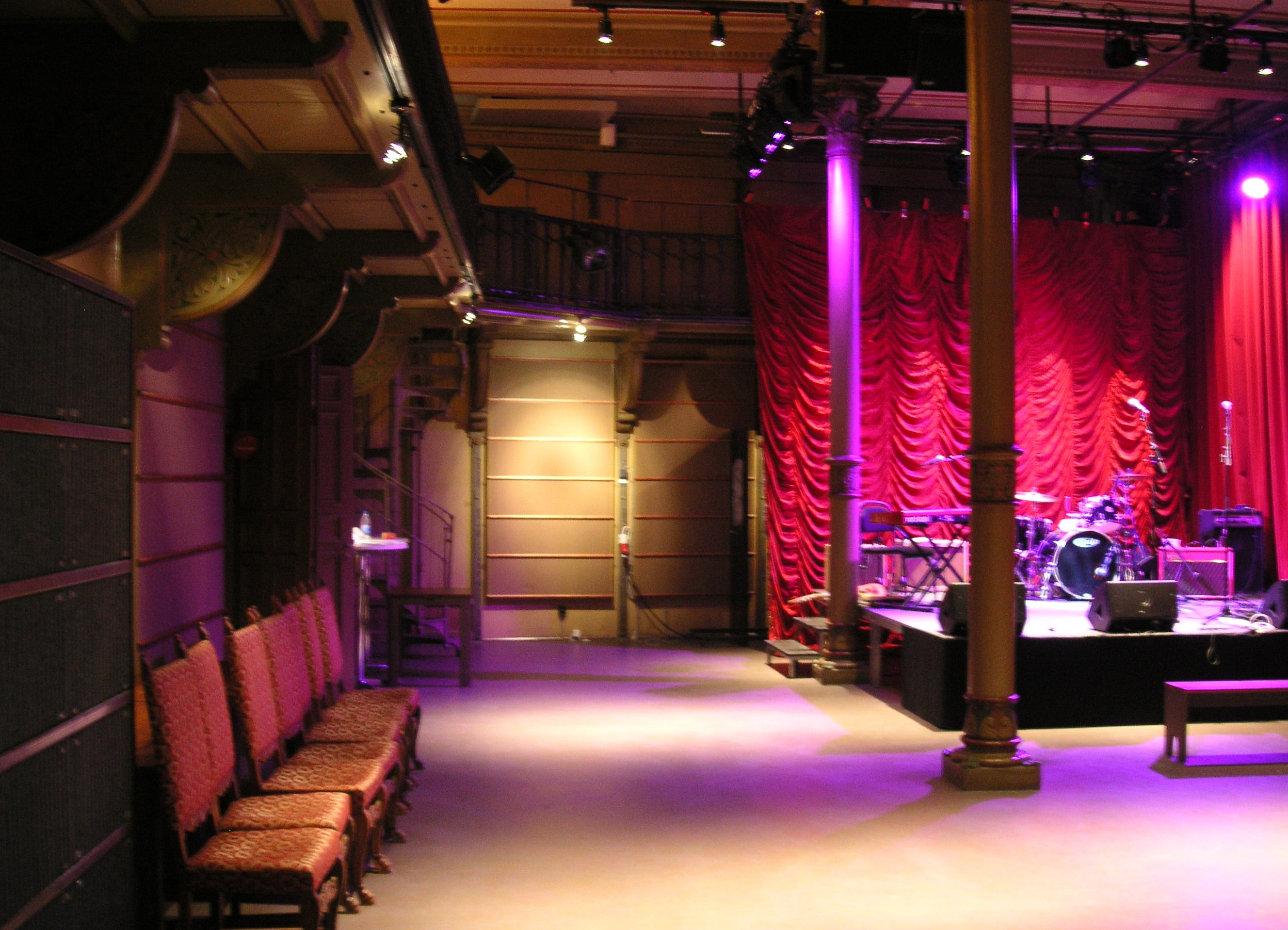
En av Palatsets studior
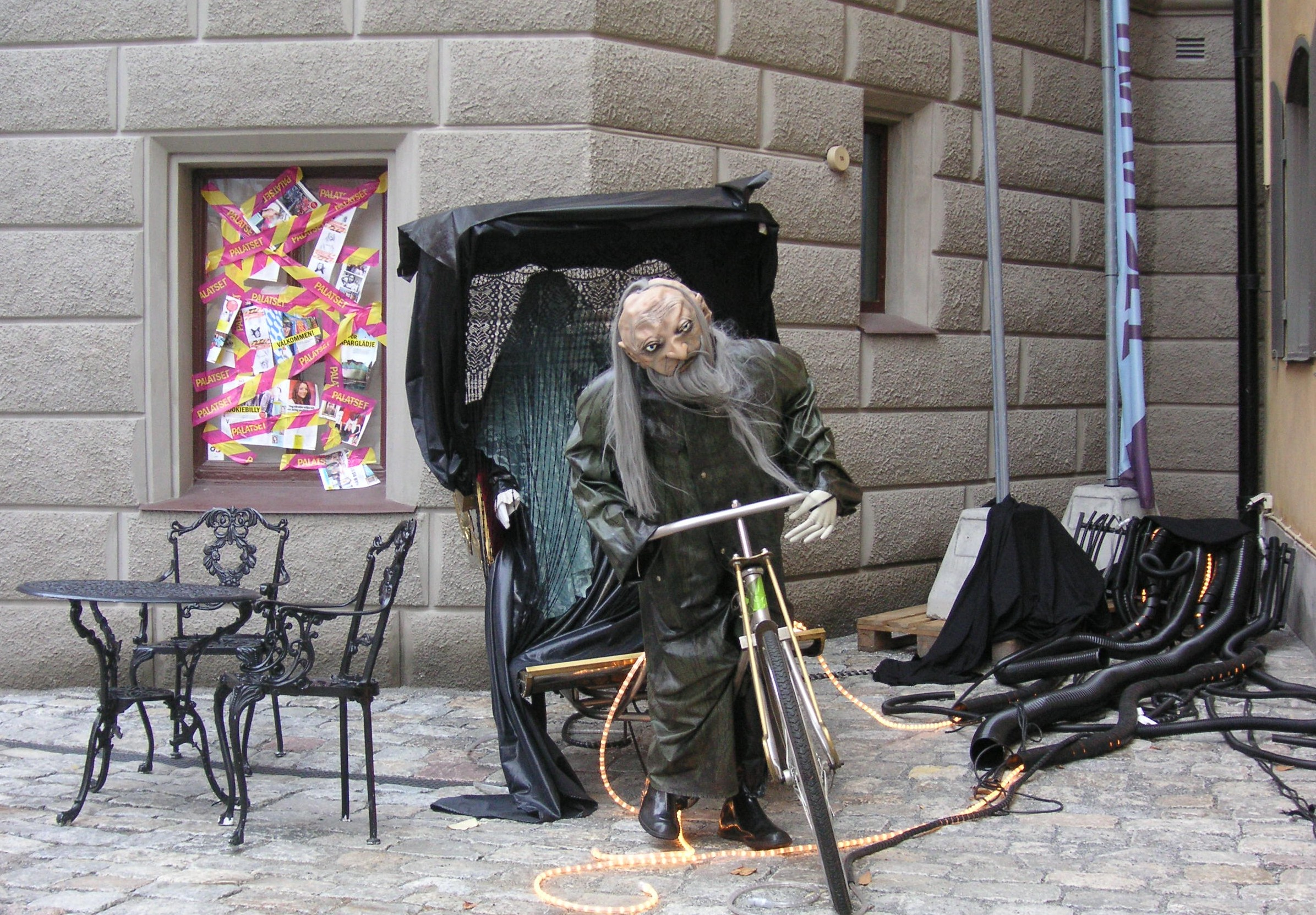
Installation på gården